# Torre de Santa María
Torre de Santa María ist ein Ort und eine Gemeinde  (municipio) mit 517 Einwohnern (Stand: 2024) in der Provinz Cáceres in der Autonomen Gemeinschaft Extremadura.

## Lage und Klima
Torre de Santa María liegt in einer Höhe von ca. 490 m. Das Stadtzentrum von Cáceres befindet sich ca. 35 Kilometer nordwestlich.

## Bevölkerungsentwicklung
| Jahr      | 1970 | 1981 | 1991 | 2001 | 2011 | 2021 |
| Einwohner | 1204 | 911  | 818  | 680  | 628  | 528  |

## Sehenswürdigkeiten
- Kirche Mariä Himmelfahrt (Iglesia de Nuestra Señora de la Asunción)

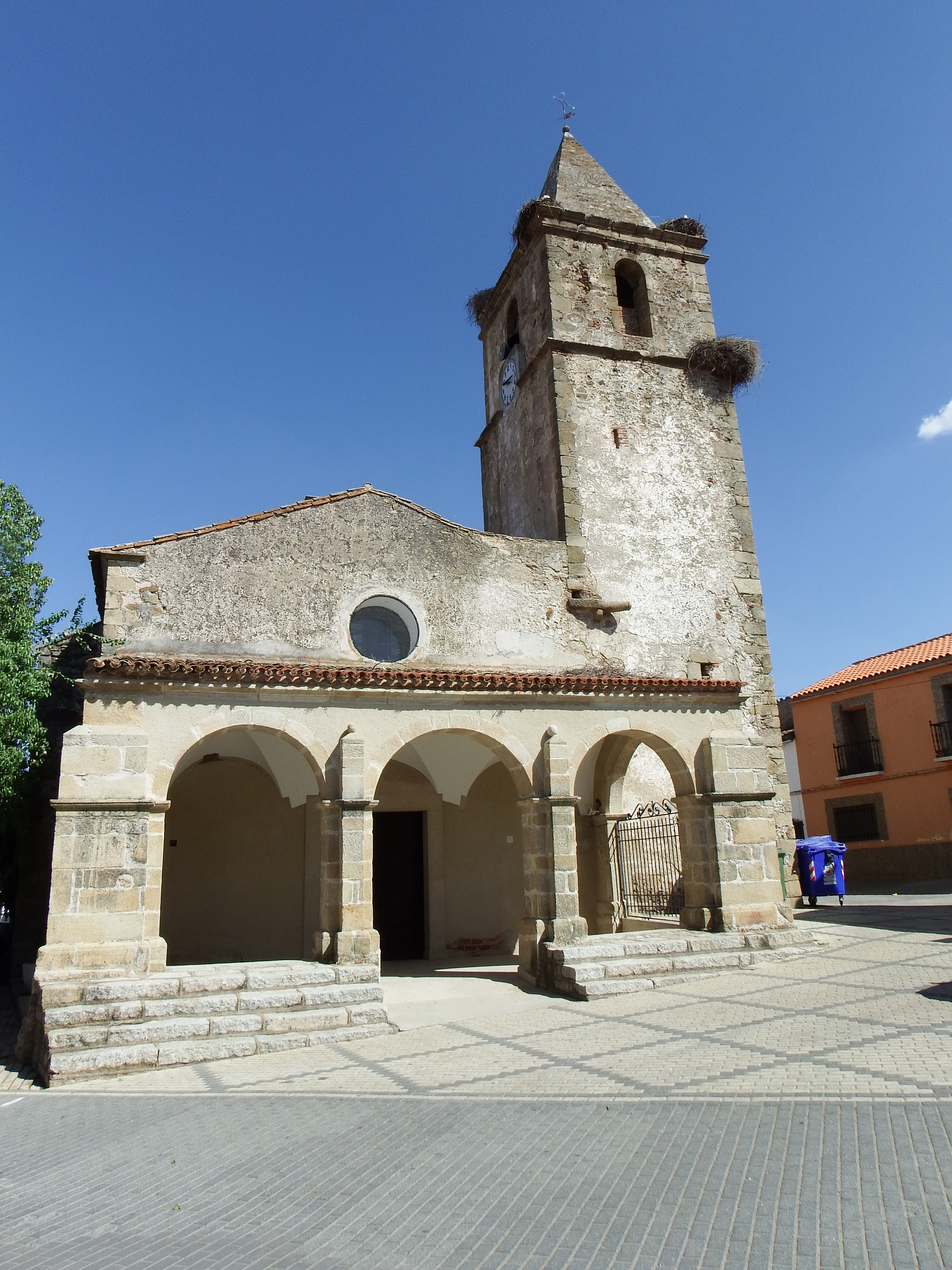
Kirche Mariä Himmelfahrt
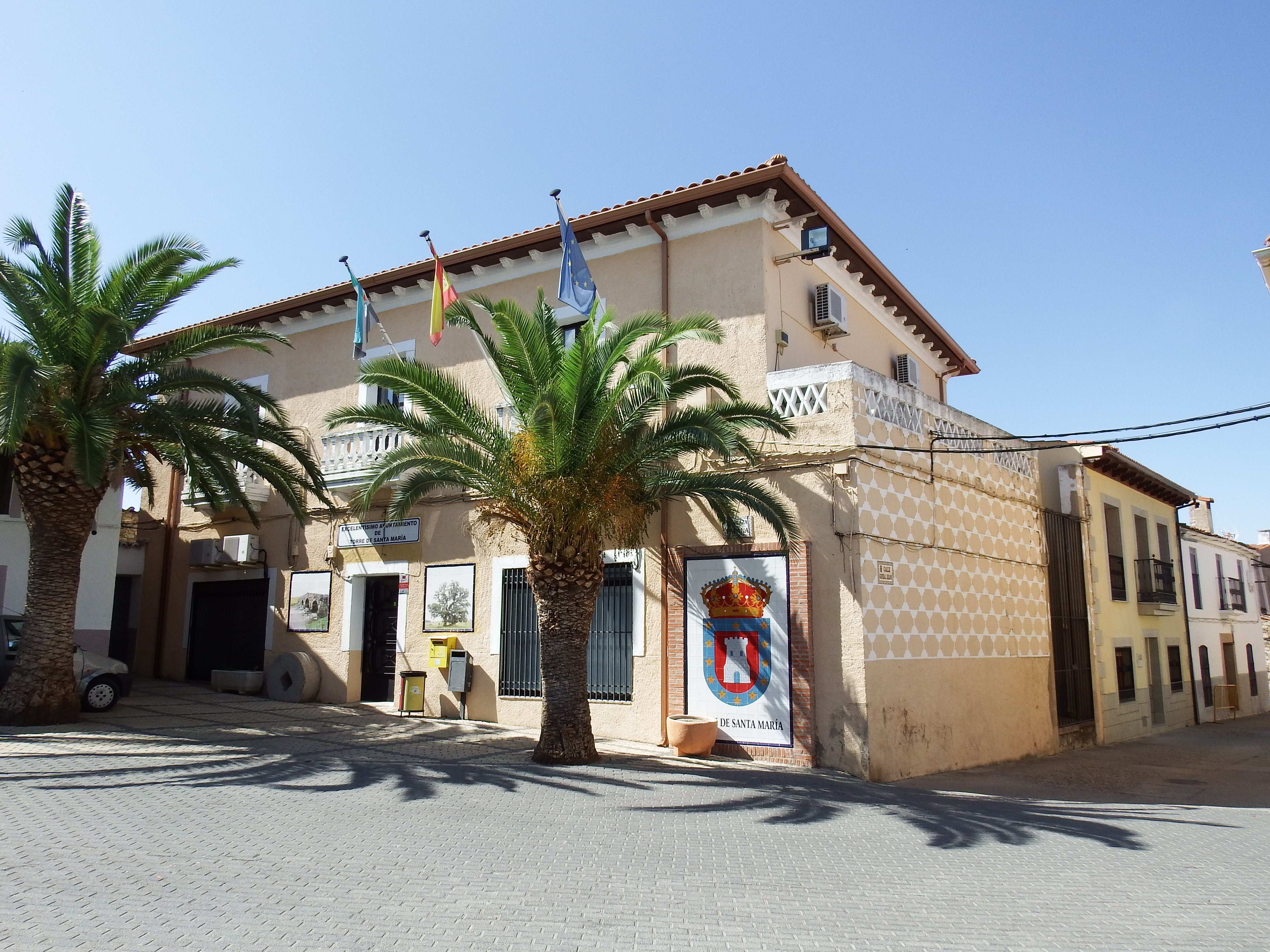
Rathaus